# Jezioro Stęszewskie
Jezioro Stęszewskie, Jezioro Kołatkowskie – jezioro w województwie wielkopolskim, w powiecie poznańskim, w gminie Pobiedziska, leżące na terenie Pojezierza Gnieźnieńskiego w zlewni Głównej. Jezioro leży w obrębie kompleksu leśnego Puszczy Zielonki, około 20 km na północny wschód od Poznania, na szlaku kajakowym Puszcza Zielonka. Brzegi jeziora dość wysokie, zalesione, linia brzegowa dobrze rozwinięta.

## Dane morfometryczne
Powierzchnia zwierciadła wody według różnych źródeł wynosi od 78,4 ha do 86,0 ha.
Zwierciadło wody położone jest na wysokości 94,7 m n.p.m. Średnia głębokość jeziora wynosi 4,2 m, natomiast głębokość maksymalna 13,0 m.
W oparciu o badania przeprowadzone w 1997 roku wody jeziora zaliczono do II klasy czystości.

## Hydronimia
Według urzędowego spisu opracowanego przez Komisję Nazw Miejscowości i Obiektów Fizjograficznych (KNMiOF) nazwa tego jeziora to Jezioro Stęszewskie. Na niektórych mapach topograficznych zachodnia część jeziora występuje pod nazwą Jezioro Kołatkowskie.